# Khodmi
Der Khodmi oder Bou Saadi ist ein traditionelles Allzweckmesser aus Algerien. Es wurde ursprünglich von den Kabylen genutzt.

## Beschreibung
Der Khodmi hat eine gerade, einschneidige Klinge. Die Klinge läuft vom Griffstück schmaler werdend spitz zu. Sie ist mit ziselierten Mustern sowie Einlagen verziert. Das Griffstück besteht aus Holz oder Horn und ist in der Regel teilweise mit Draht umwickelt. Die Gesamtlänge beträgt ungefähr 28 cm.
Traditionell wird das Messer in einer Scheide aus Leder, am Gürtel aufgehängt, getragen.